# اوه مرسی!
اوه مرسی! (فرانسوی: Roubaix, une lumière‎) یک فیلم به کارگردانی ارنو دپلشن است که در سال ۲۰۱۹ منتشر شد. این فیلم برای رقابت در بخش اصلی جشنواره کن ۲۰۱۹ انتخاب شد.